# Курилово (Галичский район)
Курилово — деревня в составе Дмитриевского сельского поселения Галичского района Костромской области России.

## География
Деревня расположена  у реки Пойма, у автодороги Судиславль — Солигалич Р100.

## История

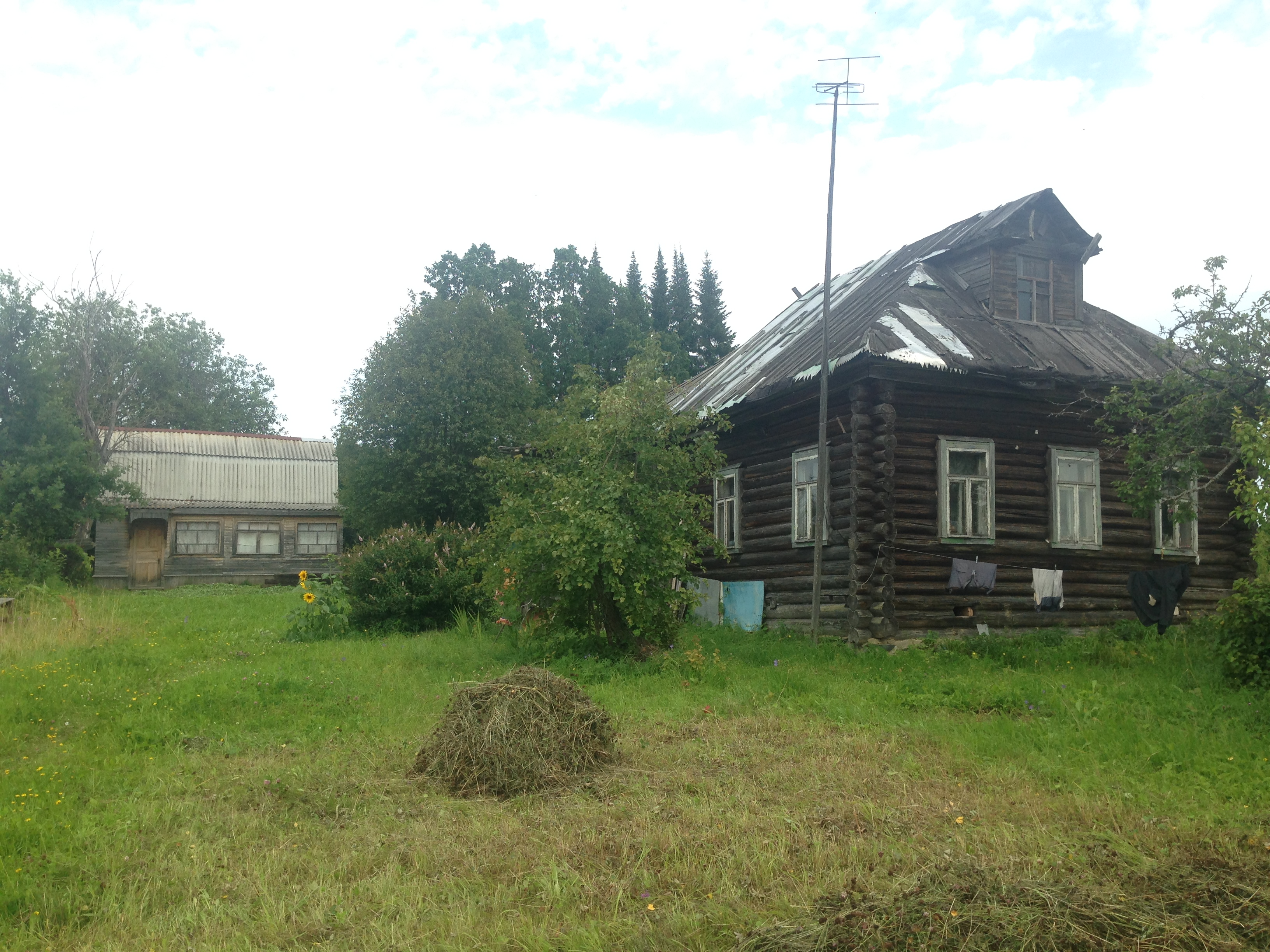

Согласно Спискам населённых мест Российской империи в 1872 году усадьба Курилово относилась к 1 стану Галичского уезда Костромской губернии. В ней числился 1 двор, проживало 20 мужчин и 20 женщин.
Согласно переписи населения 1897 года в усадьбе Большое Курилово проживало 3 человека (1 мужчина и 2 женщины), а в усадьбе Малое Курилово — 19 человек (9 мужчин и 10 женщин).
Согласно Списку населённых мест Костромской губернии в 1907 году усадьбы Большое и Малое Курилово относились к Холмовской волости Галичского уезда Костромской губернии. По сведениям волостного правления за 1907 год в Большом Курилово числился 1 крестьянский двор и 4 жителя, в Малом Курилове — 1 двор и 7 жителей.
До муниципальной реформы 2010 года деревня входила в состав Пронинского сельского поселения.